# Muzeum Skamieniałości i Minerałów w Dubiecku
Muzeum Skamieniałości i Minerałów w Dubiecku – prywatne muzeum z siedzibą w miejscowości Dubiecko (powiat przemyski). Placówka jest prywatnym przedsięwzięciem Roberta Szybiaka.
Muzeum powstało w 2007 roku i mieści się w piwnicy domu właściciela. W zbiorach prezentowane są skamieniałości fliszu karpackiego (ryby, skorupiaki, rośliny), kości ssaków kopalnych (mamuty, renifery, nosorożec włochaty, łoś), amonity, trylobity, ramienionogi, jeżowce oraz minerały (agaty, kryształy górskie, gipsy, rudy żelaza).
Zwiedzanie muzeum jest możliwie po uprzednim uzgodnieniu.
Właściciel placówki jest autorem znaczącego odkrycia z dziedziny paleontologii: w 2003 roku na terenie dawnej wsi Jamna Dolna, w pokładzie łupków menilitowych odkrył skamielinę prawróbla, pochodzącą z wczesnego oligocenu. Znalezisko zostało przebadane przez zespół naukowców z Instytutu Systematyki i Ewolucji Zwierząt PAN w Krakowie pod kierownictwem prof. Zbigniewa M. Bocheńskiego. Gatunek otrzymał nazwę Jamna szybiaki.